# Xosé Antón González Riaño
Xosé Antón González Riaño (Viella, Siero 1956) es un maestro, pedagogo y catedrático de la Universidad de Oviedo, institución en la que se doctoró en 1993 con una tesis sobre la interferencia lingüística escolar entre el asturiano y el castellano -investigación con la cual consiguió el Premio Extraordinario de Doctorado-, hoy en día imparte docencia en el Departamento de Ciencias de la Educación y es Presidente de la Academia de la Lengua Asturiana desde el 23 de junio de 2017.

## Trayectoria
Su especialización docente e investigadora gira sobre la metodología de la enseñanza de las lenguas, el bilingüismo escolar, los aspectos sociolingüísticos y socioeducativos atados a la presencia escolar de las lenguas, las relaciones entre la enseñanza lingüística y la interculturalidad, las condiciones de las lenguas minoritarias (sobre todo del asturiano), entre otras.
Miembro de número de la Academia de la Lengua Asturiana desde 1987, ha sido vicepresidente de la institución y responsable del programa de formación de la misma, dirigiendo la UABRA. A la vez, ha sido el emprendedor y director de la colección académica "Parte Pedagógica", donde se han difundido 20 volúmenes relacionados con renovaciones didácticas para la enseñanza del asturiano en los centros educativos. Es autor de un centenar de publicaciones científicas (libros, capítulos, artículos y actas de congresos). Algunas de su aportaciones se han difundido en revistas de impacto en el ámbito internacional (Francia, Reino Unido y Estados Unidos, entre otros países). En 2005 el Ministerio de Educación y Ciencia de España le ha concedido, junto con la Dra. María Louzao, el Premio Nacional de Investigación Educativa. En 2019 se le reconoció su labor con el Premios Urogallo en su categoría de Llingua Asturiana. 